# Turii Remetî, Pereciîn
Turii Remetî (în ucraineană Тур`ї Ремети) este o comună în raionul Pereciîn, regiunea Transcarpatia, Ucraina, formată numai din satul de reședință.

## Demografie
Componența lingvistică a comunei Turii Remetî
     Ucraineană (92,37%)
     Slovacă (4,4%)
     Română (1,65%)
     Alte limbi (1,5%)
Conform recensământului din 2001, majoritatea populației comunei Turii Remetî era vorbitoare de ucraineană (92,37%), existând în minoritate și vorbitori de slovacă (4,4%) și română (1,65%).